# Boycott de Nestlé

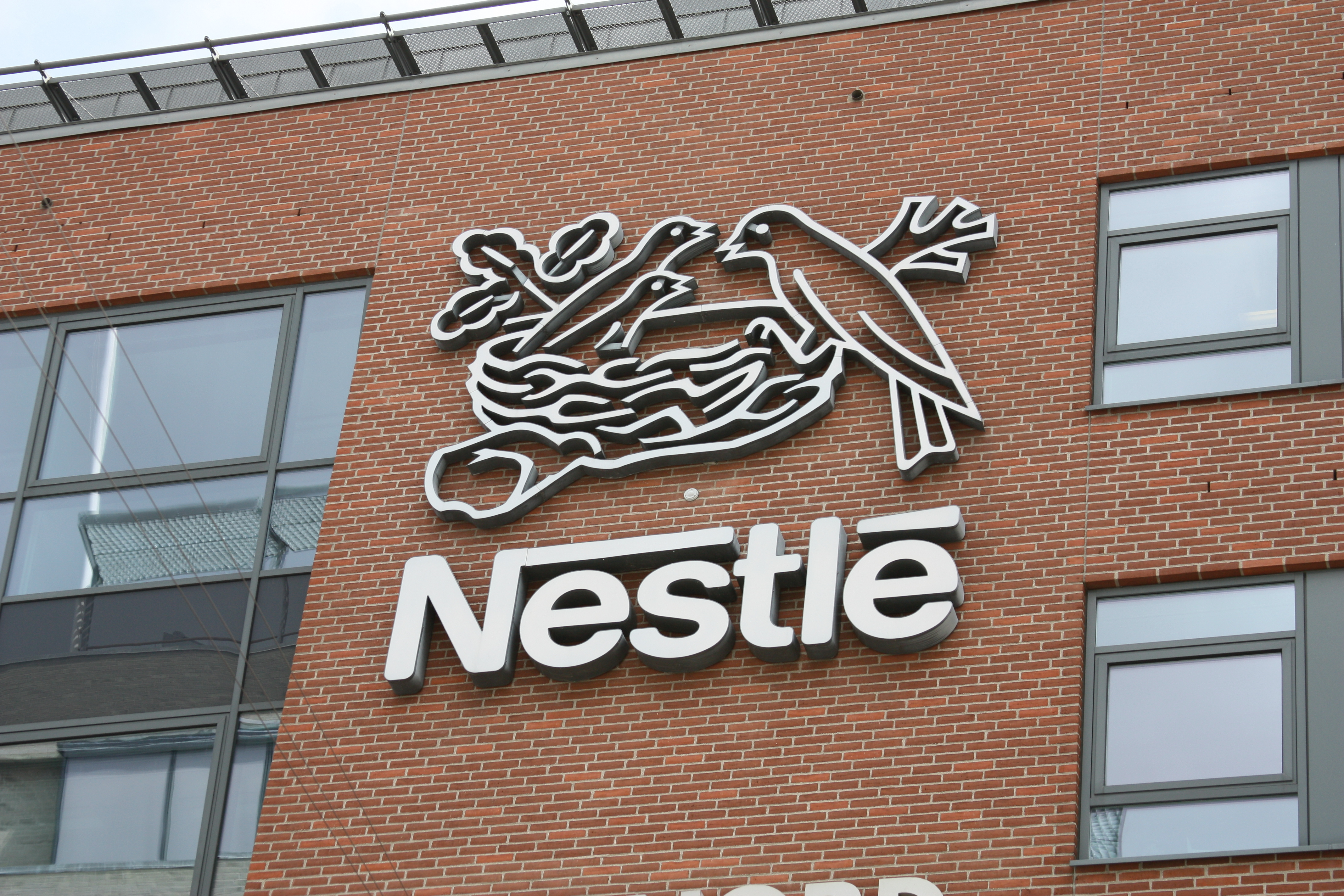
photo du logo Nestlé

Le boycott de Nestlé est une opération de boycott lancée le 7 juillet 1977 aux États-Unis contre la compagnie suisse Nestlé. Elle s'est propagée rapidement dans le pays, et s'est étendue à l'Europe au début des années 1980. Cette opération a été suscitée par les inquiétudes sur la promotion par la compagnie des substituts du lait maternel (formule pour nourrisson), en particulier dans les pays les moins avancés, où ils contribueraient selon les militants à la mort ou souffrances inutiles de nourrissons, principalement au sein des populations pauvres. Parmi les militants, le professeur Derek Jelliffe et sa femme Patrice, qui ont participé à la mise en place de l'Alliance mondiale pour l'action en matière d'allaitement maternel (WABA, World Alliance for Breastfeeding Action), ont tout particulièrement contribué à aider à la coordination du boycott et à lui fournir une plus grande visibilité à travers le monde.

## Historique du boycott
La première analyse de la stratégie  marketing de Nestlé a été publiée dans le magazine New Internationalist en 1973 et dans le livre Le Tueur de bébé (titre original en anglais The Baby Killer), publié par l'organisation non gouvernementale anglaise War On Want en 1974. Nestlé poursuit alors en justice l'éditeur de la traduction allemande (Third World Action Group) pour écrit diffamatoire. Après un procès de deux ans, l'éditeur est condamné parce que Nestlé ne peut pas être tenu pour responsable des morts de nourrissons en droit pénal. Mais, puisque la défense n'a été condamnée qu'à une amende de 300 francs suisses, et que le juge Jürg Sollberger a fait remarquer que Nestlé devait modifier fondamentalement ses méthodes publicitaires, le magazine Time écrit que c'était une victoire morale de la défense.
La promotion étendue mène au lancement du boycott à Minneapolis, par l'INFACT (Infant Formula Action Coalition) et le boycott se répand rapidement en Australie, au Canada, en Nouvelle-Zélande, et en Europe. En mai 1978, le Sénat des États-Unis tient une audience publique sur la promotion des substituts du lait maternel dans les pays en développement et invite à la création d'un code de commercialisation. En 1979, l'OMS et l'Unicef animent une conférence internationale qui invite alors à la création d'un code international de commercialisation, ainsi que des actions sur d'autres éléments afin d'améliorer les méthodes d'alimentation des nourrissons et des jeunes enfants. Le Réseau international d'action d'aliment pour bébé (IBFAN,  International Baby Food Action Network) a été mis en place par six groupes militants participant à cette conférence.
En 1981, la 34e Assemblée générale de l'Organisation mondiale de la Santé adopte la résolution WHA34.22 qui inclut le Code international de commercialisation des substituts du lait maternel. Le code contient des restrictions à la commercialisation des substituts du lait maternel, tels que les préparations pour nourrissons, afin d'assurer que les mères ne sont pas dissuadées de l'allaitement maternel et que des substituts sont utilisés en toute sécurité si nécessaire. Le code couvre également les biberons et les tétines. Il contient aussi des recommandations relatives à l'étiquetage des préparations pour nourrissons et autres substituts du lait maternel.
En 1984, les organisateurs du boycott rencontrent Nestlé, qui accepte alors d'appliquer le code, et le boycott est officiellement suspendu. Mais, en 1988, l'IBFAN déclare que les compagnies fabricantes de lait pour nourrisson étaient en train d'inonder les centres de santé dans les pays en développement avec des produits gratuits ou à faible prix, ainsi le boycott est redémarré l'année suivante.
En mai 1999, une décision contre Nestlé a été prise par l'Advertising Standards Authority (ASA) britannique (autorité de régulation de la publicité). Nestlé a affirmé dans une publicité contre le boycott qu'elle commercialisait ses produits infantiles de façon « éthique et responsable ». L'ASA conclut que Nestlé ne pouvait pas soutenir ceci, ni d'autres affirmations contraires aux éléments fournis par le collectif Baby Milk Action.
En novembre 2000, la commission du développement et de la coopération du parlement européen a invité l'IBFAN, l'UNICEF et Nestlé à présenter leurs éléments lors de sa première audition publique. Le groupe IBFAN a présenté des éléments sur les activités de Nestlé au Pakistan, et le conseiller légal de l'UNICEF a constaté l'incapacité de Nestlé d'aligner ses pratiques sur les résolutions de l'Organisation mondiale de la santé. Nestlé déclina l'invitation, indiquant des incompatibilités d'emploi du temps, mais ils envoyèrent tout de même un représentant de l'organisme de contrôle qu'ils ont mis en place pour produire une analyse de ses activités au Pakistan,,.

## Source de traduction
- (en) Cet article est partiellement ou en totalité issu de l’article de Wikipédia en anglais intitulé « Nestlé boycott » (voir la liste des auteurs).